# Gnem

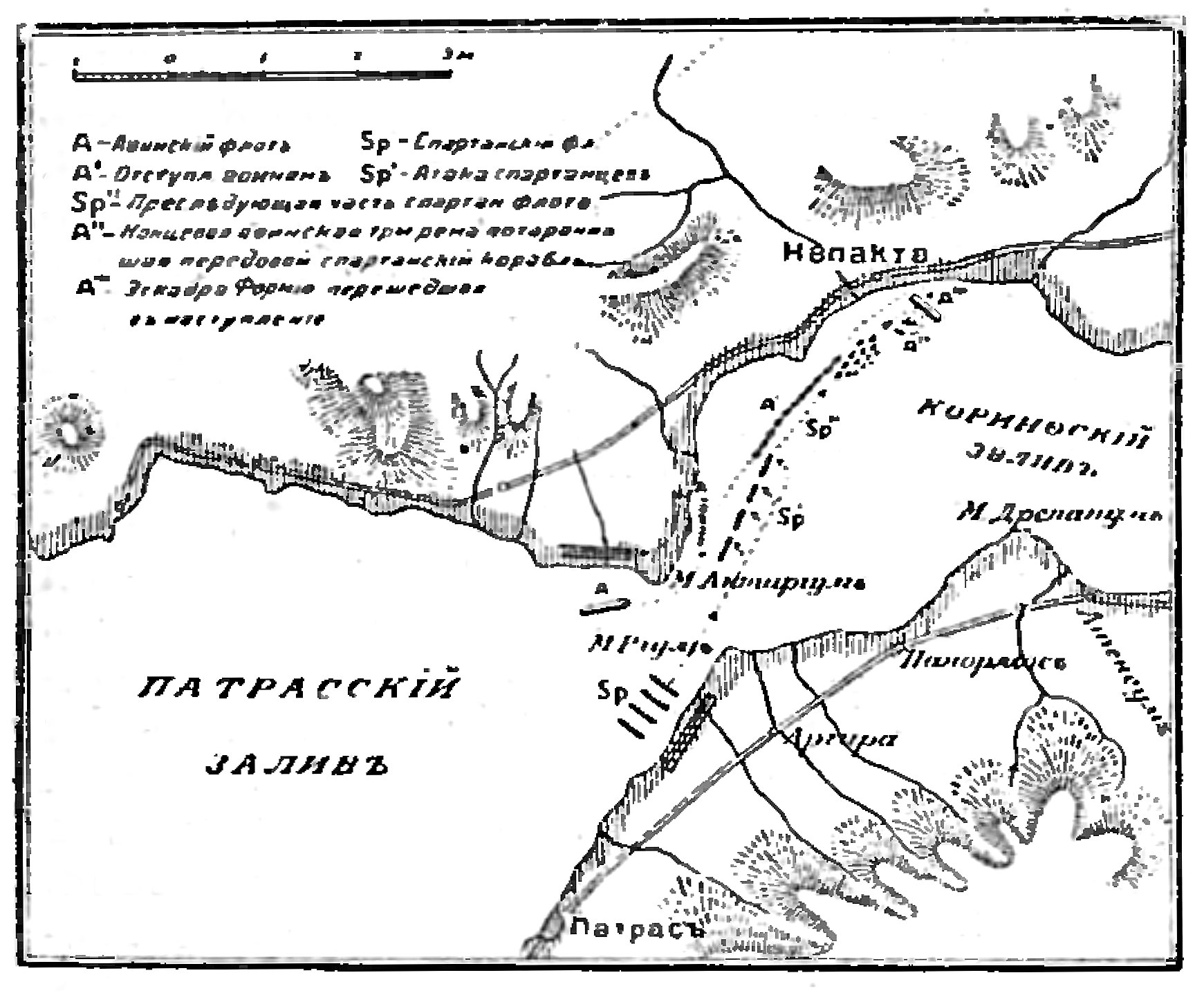
La batalla de Naupacte, que va tenir lloc una setmana després de la victòria atenesa a Rio, va enfrontar una flota atenesa de vint naus, comandada per Formió, contra una flota peloponesa de setanta-set naus, comandada per Cnem.

Gnem (en llatí Cnemus, en grec antic Κνῆμος) fou un almirall espartà (ναυάρχος navarc) el segon any de la guerra del Peloponès.
El 430 aC va fer una expedició a Zacynthus (Zante) amb 1.000 hoplites espartans, però després d'haver devastat l'illa es va haver de retirar sense aconseguir dominar-la.
Gnem va segur amb el càrrec d'almirall l'any següent, tot i que el mandat habitual, al menys posteriorment, només es podia exercir durant un any. El 429 aC va ser enviat de nou amb 1.000 hoplites a Ambràcia per reduir a Acarnània que era aliada atenenca. Al front de la seva gent i dels ambraciotes va envair Acarnània i va entrar a Estratos (Stratos o Stratus) la capital del país, però els seus aliats ambraciotes van ser derrotats i va haver de deixar el país. Mentre la flota espartana que donava suport a les forces de terra havia estat derrotada per Formió d'Atenes, tot i que aquest tenia pocs vaixells.
Sospitós d'incompetència, Esparta va enviar a Timòcrates, Bràsides i Licofró com a consellers al costat de l'almirall, per preparar una segona batalla. Després de reparar els vaixells damnats i rebre alguns reforços es van reunir 75 naus mentre Formió només en tenia 20. Els espartans van atacar a la flota atenenca a la vora de Naupacte, però Formió encara que va perdre alguns vaixells, va ser el guanyador al final del dia i va recuperar les naus que l'enemic l'hi havia pres.
Llavors Gnem, Bràsides i altres comandants van planejar atacar el Pireu per sorpresa però quan van passar per Salamina els atenencs van advertir la presència de la flota i ja no van poder mantenir el factor sorpresa. No torna a aparèixer a la història. En parlen Tucídides i Diodor de Sicília.